# Hu Ping
Hu Ping (胡萍) (1910-?) fue una actriz, guionista y cineasta china de Hunan, China, nacida en Changsha. Empezó a actuar en Shanghái, en la industria teatral, y fue un nombre muy conocido en Shanghái en la década de 1930. Se unió a Friends Film Company en 1931. Sus películas incluyen Love and Life (恋爱与生命), Awkward Tragedy (姊姊的悲剧), The Hero of the Sea (海上英雄), The History of the Greenwood (绿林艳史) y The Night Half Song (夜半歌声).
Se desconoce su destino. Fue a Hong Kong tras la invasión japonesa en 1937, pero no pudo trabajar. Encontró el amor y vivió como una celebridad, "sin hacer nada cada día, disfrutando de una vida pausada, saliendo al karaoke, al salón de baile, al café, cantando, bailando". Después de que los japoneses tomaran Hong Kong en 1941, huyó a Chongqing. Corrió el rumor de que se casó a regañadientes con el comandante de las tropas del Kuomintang en Yunnan, una segunda esposa, y fue golpeada y encerrada tras intentar huir, posiblemente suicidándose.

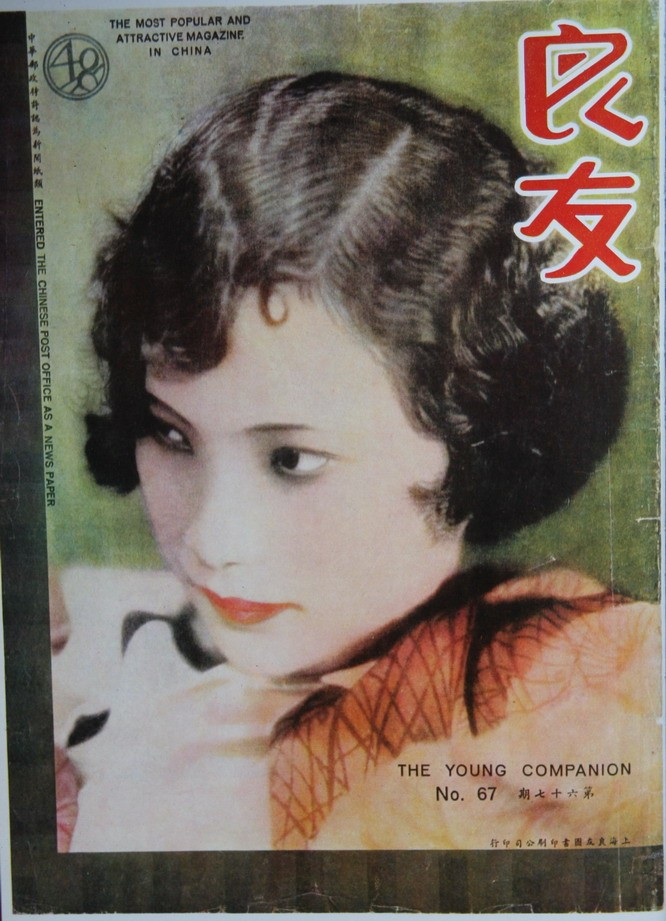
Hu Ping en la portada de The Young Companion también conocido como el Liangyou pictorial, issue 67 en 1932.

## Carrera
Hu Ping trabajaba en una cafetería de Changsha cuando fue descubierta por el dramaturgo chino Tian Han. Han, que ya se ganaba la vida como dramaturgo, sería más tarde conocido a nivel nacional como autor del himno nacional de China.
Han la introdujo en el mundo de la interpretación, primero en el teatro y más tarde en el cine, y la llevó al Southern Drama Club de Shanghái, donde adquirió experiencia en obras como Street Man y Scrambled Clock.

## Películas

### Drama Alliance or Union Film Company (友联影片公司)
- 1931 The Heroes of the Sea (海上英雄)[1]
- 1931 History of Greenwood (绿林艳史)

### Star film company (明星影片公司)
- 1932 Love and Life (恋爱与生命), cineasta[1]
- 1932 The Tragedy of You o Awkward Tragedy (姊姊的悲剧), guionista y cineasta y actriz[1]
- 1932 Resurrection of National Spirit (国魂的复活)
- 1932 Battlefield Adventures (战地历险记)
- 1933 Cosmetics market (脂粉市场) dirigido por Zhang Shichuan
- 1933 Future (前程)
- 1933 Spring water (春水情波)

### Yihua film company (艺华影业公司)
- 1933 Flame (烈焰)[1]
- 1934 Woman (女人) (dirigido por Shi Dongshan)[1]
- 1934 Golden Age (黄金时代) (escrito por Tian Han)[1]
- 1934 Peach Blossom Village (桃花村)[1]
- 1934 Feihua Village[1]
- 1935 The Beginning of Man (人之初) (escrito por Hong Shen)[1]
- 1935 Hero of our Time o Hero of the Moment (洪深编剧)[1]
- 1935 The Lament of Life por Yang Hanzhen[1]
- 1935 New Peach Fan por Ouyang Yuqian[1]
- 1936 October The Night of Carnival (狂歡之夜)[1]

### Xinhua Film Company (新华影业公司)
Se trasladó a Xihua en 1936.
- 1937 July Youth March (青年进行曲) dirigida por Shi Dongshan[1]
- 1937 Song of the Night (夜半歌声) dirigida por Ma Xuweibang[1]